# Rheinstetten
Rheinstetten (südfränkisch Rhoischdedde) ist eine Stadt im Nordwesten Baden-Württembergs an der Grenze zu Rheinland-Pfalz, direkt südwestlich von Karlsruhe, zu dessen Mittelbereich sie auch gehört. Sie ist nach Bruchsal, Ettlingen, Bretten und Stutensee die fünftgrößte Stadt des Landkreises Karlsruhe und zugleich dessen westlichster Punkt. Rheinstetten gehört zum Verdichtungsraum Karlsruhe.
Die im Rahmen der Gemeindereform 1975 gebildete Gemeinde erhielt im Januar 2000 die Stadtrechte und ist seit dem 1. Januar 2005 eine Große Kreisstadt.

## Geographie

### Geographische Lage
Rheinstetten liegt in der Rheinebene, im Westen durch den Rhein begleitet, welcher die Grenze von Baden-Württemberg zu Rheinland-Pfalz bildet. Die Markung wird von der B 36 praktisch grob geteilt: westlich der Bundesstraße liegt die Stadt, östlich davon wird noch Landwirtschaft betrieben. Weiter östlich befindet sich der Hardtwald.

### Stadtgliederung
Das Stadtgebiet Rheinstettens besteht aus den drei Stadtteilen Mörsch, Forchheim und Neuburgweier.
Zum Stadtteil Forchheim gehören das Dorf Forchheim, die Orte Dammfeldsiedlung, „Neuforchheim mit Bundesbahnstation, Versuchs- u. Lehrgut sowie Tabakforschungsinstitut u. Bahnhofsiedlung“ (Silberstreifen) und Wohnhaus Durmersheimer Landstraße und das Haus Nußbaumäcker. Zum Stadtteil Mörsch gehören das Dorf Mörsch und die Häuser Kieswerk. Zum Stadtteil Neuburgweier gehört das Dorf Neuburgweier.
Im Stadtteil Forchheim liegt die abgegangene Ortschaft Derßloch. Im Stadtteil Neuburgweier liegt die abgegangene Ortschaft Königsmörsch oder Staudendorf.
Neuburgweier ist zugleich eine Ortschaft im Sinne der baden-württembergischen Gemeindeordnung, das heißt, sie hat einen bei jeder Kommunalwahl von den Wahlberechtigten zu wählenden Ortschaftsrat mit einem Ortsvorsteher als Vorsitzenden.

### Nachbargemeinden
Nachbargemeinden von Rheinstetten sind (im Uhrzeigersinn) Karlsruhe, Ettlingen (Landkreis Karlsruhe), Durmersheim und Au am Rhein (Landkreis Rastatt) sowie jenseits des Rheins in Rheinland-Pfalz Neuburg am Rhein (Landkreis Germersheim).

### Flächenaufteilung
Nach Daten des Statistischen Landesamtes, Stand 2014.

## Geschichte

### Rheinstetten

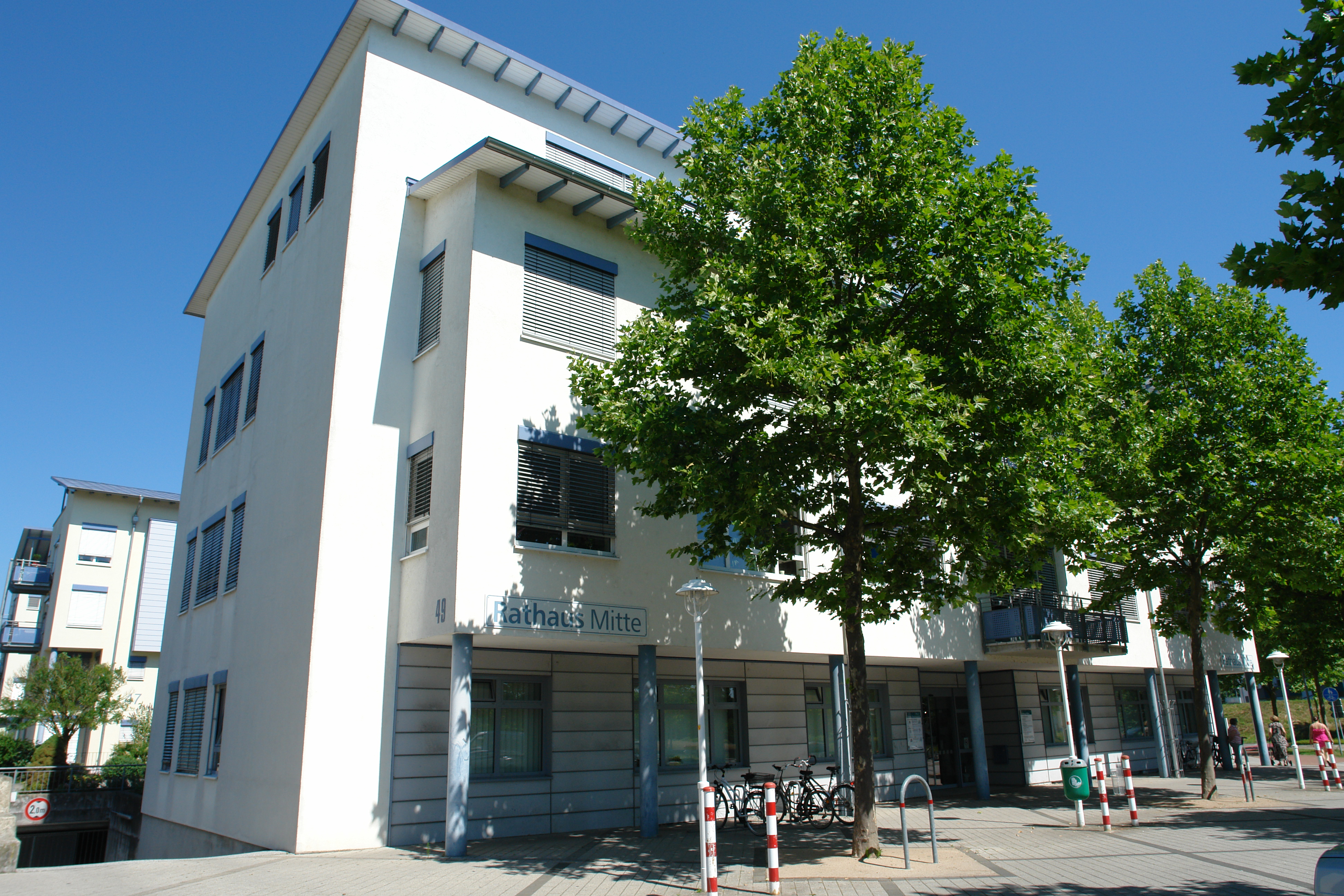
Rathaus Mitte in Rheinstetten

Rheinstetten wurde am 1. Januar 1975 im Rahmen der Gemeindereform in Baden-Württemberg gegründet. Dabei schlossen sich die drei Gemeinden Forchheim, Mörsch und Neuburgweier zur neuen „Gemeinde Rheinstetten“ zusammen. Nachdem die Gemeinde in den 1990er Jahren zur größten Gemeinde Baden-Württembergs ohne Stadtrechte aufgestiegen war (1993 erstmals mehr als 20.000 Einwohner), wurde ihr mit Wirkung vom 1. Januar 2000 das Stadtrecht verliehen. Den Antrag auf Erhebung zur Großen Kreisstadt stellte die Stadt jedoch erst 2004. Auf Beschluss des Ministerrats von Baden-Württemberg vom 14. September 2004 wurde Rheinstetten dann mit Wirkung vom 1. Januar 2005 zur Großen Kreisstadt erhoben.

### Stadtteile

#### Forchheim
Forchheim wurde 1086 als Vorechheim in einer Schenkungsurkunde Kaiser Heinrichs IV. erstmals urkundlich erwähnt. Bis um 1100 war die Siedlung Hauptort des Ufgaus, auch Grafschaft Forchheim genannt. Die Herrschaft der Familie Forchheim-Malsch wurde aber allmählich entzogen und der Ort fiel 1086 an das Bistum Speyer, kam dann 1102 an Markgraf Hermann von Baden, dann wieder an die Grafschaft, und 1219 erhielt Markgraf Hermann V. von Baden Forchheim als Lehen. Der Ort kam dann zum Amt Mühlburg und fiel bei der Landesteilung 1535 an die Linie Baden-Baden. Forchheim gehörte dann zum Amt Ettlingen und kam 1921 zum Bezirksamt Karlsruhe, aus dem 1938 der Landkreis Karlsruhe hervorging. Im Ortsteil Silberstreifen befindet sich seit 1963 der Stammsitz der heute weltweit mit ca. 4000 Mitarbeitern agierenden Unternehmensgruppe Bruker, welche vor allem hochtechnologische Forschungsgeräte herstellt. Außerdem befindet sich dort eine Außenstelle des Landwirtschaftlichen Technologiezentrums Augustenberg (LTZ), die 2006 aus der Landesanstalt für Pflanzenbau Forchheim (Nachfolgeorganisation der bis 1996 existierenden Landesanstalt für Tabakbau und Tabakforschung) hervorgegangen ist. Die früher hier beheimatete Landesanstalt für Schweinezucht (LSZ) wurde 2006 nach Boxberg verlegt.
Von der LTZ wurden 2008 umstrittene Freisetzungsversuche mit gentechnisch verändertem Mais von Monsanto durchgeführt. Das betreffende Feld wurde von Umweltaktivisten besetzt. Seit 2011 steht dort das Fleischwerk der EDEKA Südwestfleisch GmbH.

#### Mörsch
Mörsch wurde 940 in einer Schenkungsurkunde Kaiser Ottos III. an das Bistum Speyer als Meriske erstmals erwähnt. Ministerialen von Mörsch bzw. die Ebersteiner herrschten im 12. Jahrhundert über den Ort. Schließlich kam der Ort als Lehen an Markgraf Hermann VIII. von Baden. Dieser versetzte es 1306 an das Kloster Herrenalb, konnte es aber später wieder auslösen. Bereits ab 1291 gelangte teilweise Besitz des Ortes an das Kloster Weißenburg, das ab 1339 das ganze Dorf besaß. 1350 war Mörsch endgültig bei Baden und gehörte zum Amt Mühlburg. Bei der Landesteilung 1535 fiel Mörsch an die Linie Baden-Baden und gehörte dann zum Amt Ettlingen. Bei dessen Auflösung 1937 kam der Ort zum Landkreis Karlsruhe.

#### Neuburgweier
Neuburgweier wurde 1219 im Zusammenhang mit einer Vermögensteilung der Brüder von Eberstein erstmals urkundlich erwähnt. Von den Ebersteinern kam der Ort 1383 an die Kurpfalz. 1396 taucht der Name „Wilre“ also „Weiler“, 1422 Neuburgweier auf. Der Ort war stets im Bezug zur Stadt Neuburg am Rhein und gehörte zum pfälzischen Amt Hagenbach, Oberamt Germersheim. Im 16. Jahrhundert wurde Neuburgweier geographisch durch eine natürliche Laufveränderung des Rheins von Neuburg getrennt. 1674 wurde der Ort französisch besetzt und war 1682 bis 1697 an Frankreich abgetreten. 1707 gelangte der Ort durch Tausch gegen sponheimische Besitzungen von der Kurpfalz an die Markgrafschaft Baden-Baden und gehörte dann zum Amt Ettlingen. Bei dessen Auflösung 1937 kam der Ort zum Landkreis Karlsruhe.

### Einwohnerentwicklung

Einwohnerentwicklung von Rheinstetten von 1975 bis 2016

Einwohnerzahlen nach dem jeweiligen Gebietsstand. Die Zahlen sind Volkszählungsergebnisse (¹) oder amtliche Fortschreibungen des Statistischen Landesamts Baden-Württemberg (nur Hauptwohnsitze).
| Jahr              | Einwohner |
| ----------------- | --------- |
| 31. Dezember 1975 | 17.936    |
| 31. Dezember 1980 | 18.814    |
| 25. Mai 1987 ¹    | 19.065    |
| 31. Dezember 1990 | 19.405    |
| 31. Dezember 1995 | 20.046    |
| 31. Dezember 2000 | 20.333    |

| Jahr              | Einwohner |
| ----------------- | --------- |
| 31. Dezember 2005 | 20.406    |
| 31. Dezember 2010 | 20.552    |
| 31. Dezember 2015 | 20.330    |
| 31. Dezember 2016 | 20.365    |
| 31. Dezember 2017 | 20.417    |
| 31. Dezember 2020 | 20.178    |

¹ Volkszählungsergebnis

## Religionen

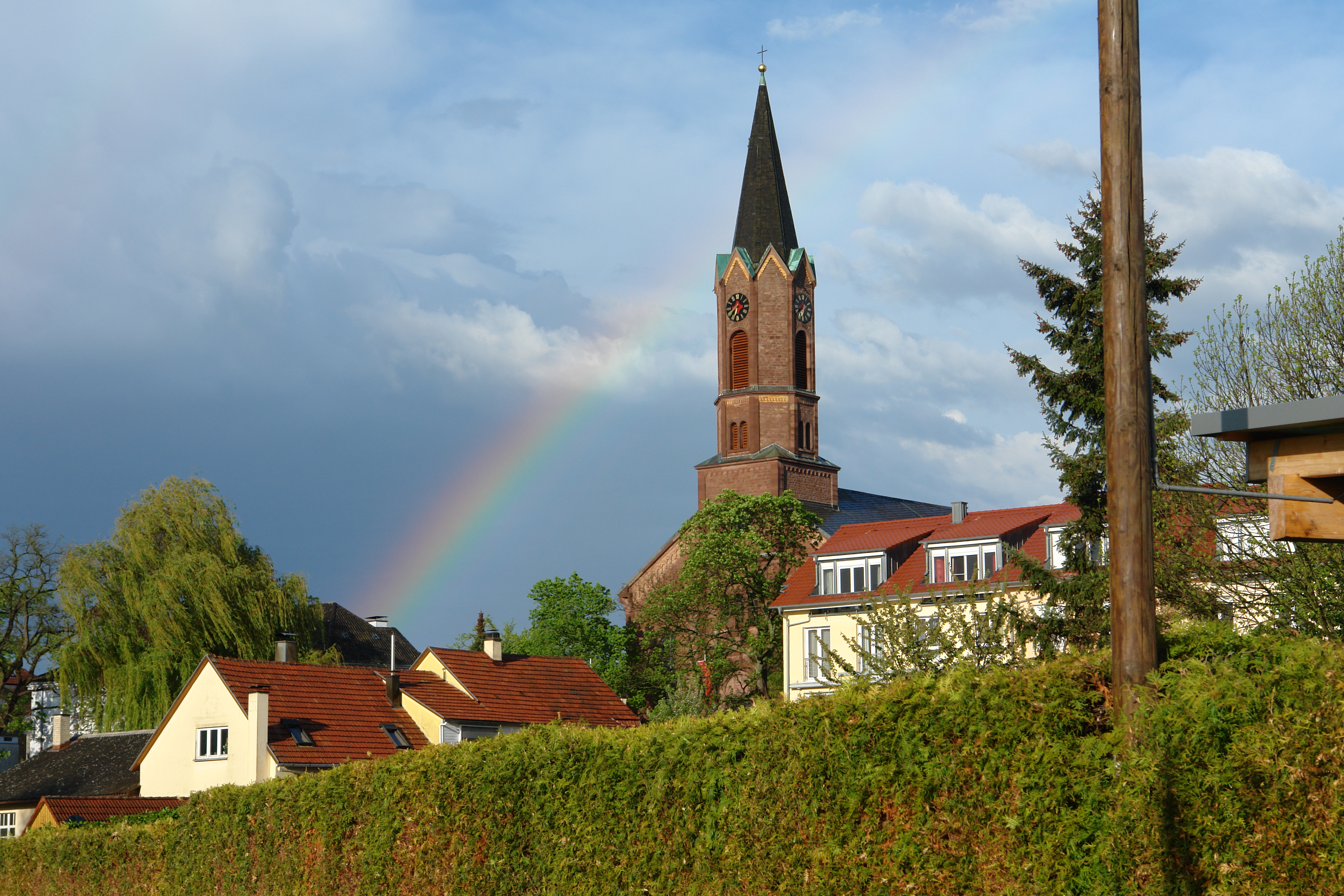
Kirche St. Martin im Stadtteil Forchheim

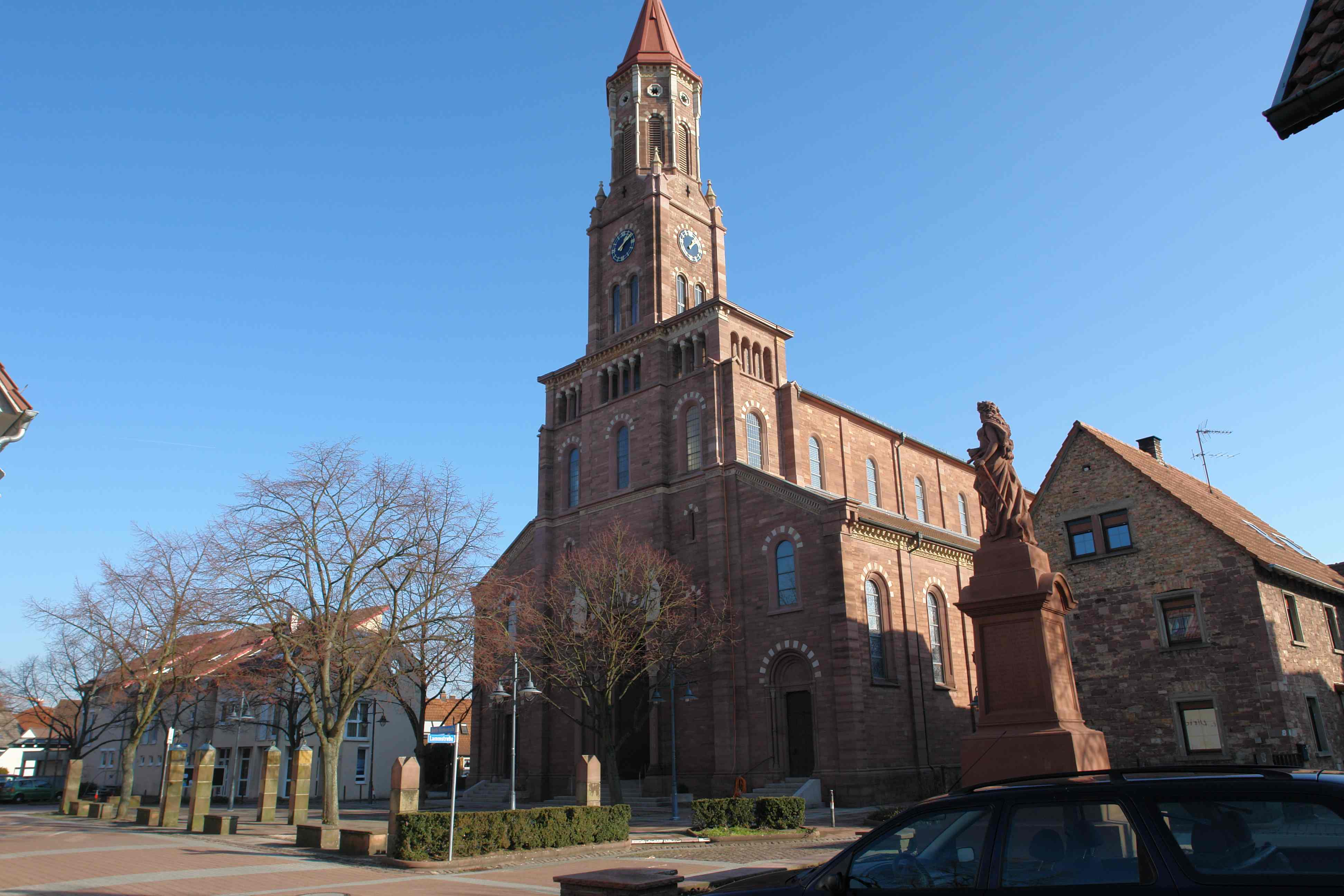
Kirche St. Ulrich im Stadtteil Mörsch

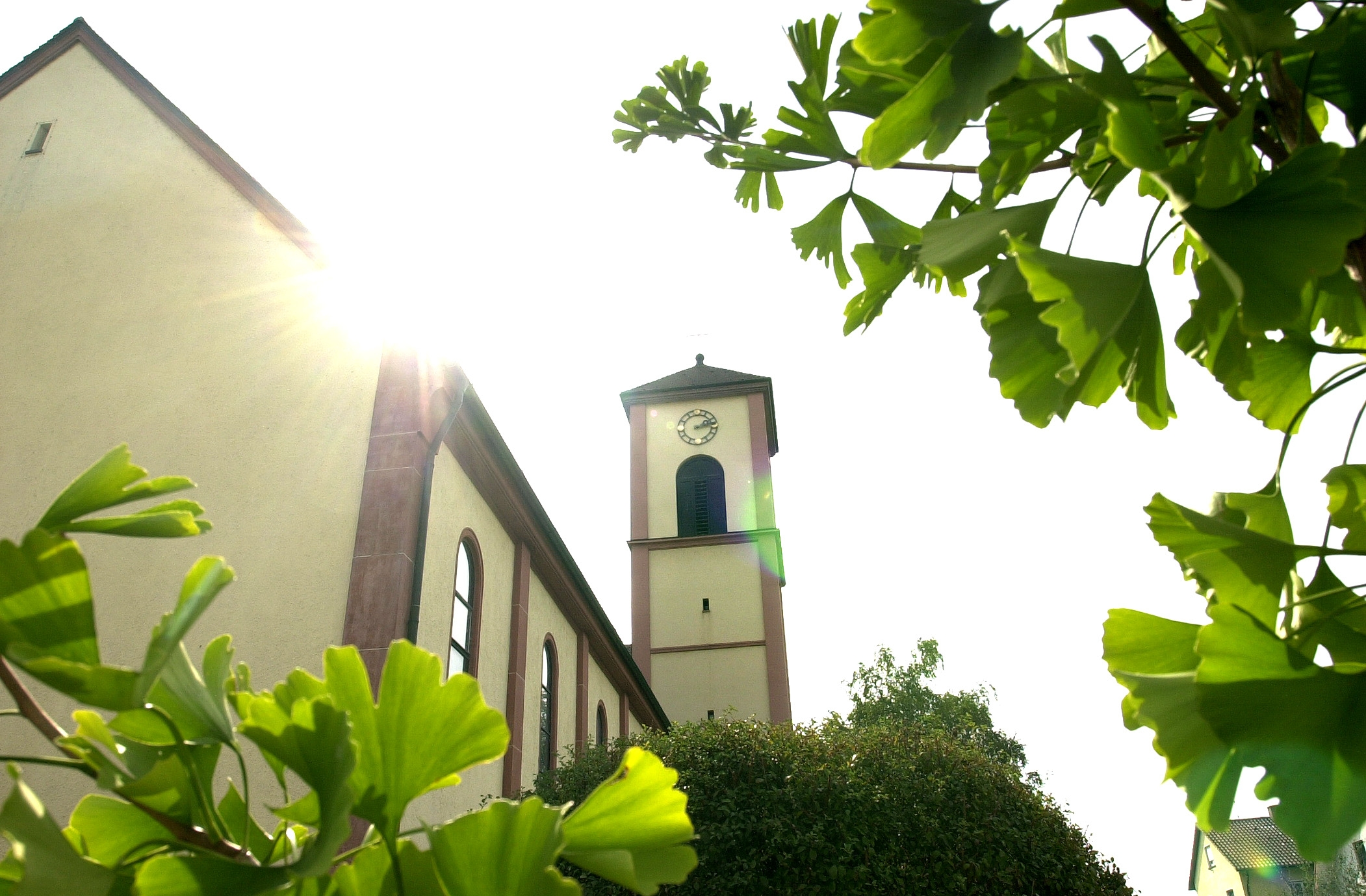
Kirche St. Ursula im Stadtteil Neuburgweier

Die Stadtteile von Rheinstetten gehörten ursprünglich zum Bistum Speyer. Eine dem Hl. Martin geweihte Kirche in Forchheim ist seit 1408 bezeugt. Sie war Mutterpfarrkirche auch für Mörsch und den heute zu Karlsruhe gehörigen Stadtteil Daxlanden. Die Patronatsrechte besaß das Kloster Weißenburg und später die Schenken von Schüpf. Über die Grafen von Zweibrücken kamen die Rechte 1468 an das Speyerer Domstift. Infolge der politischen Zugehörigkeit zu Baden-Baden, welches keine Reformation einführte, blieben Forchheim und Mörsch jahrhundertelang katholisch. Neuburgweier wurde zwar durch die Zugehörigkeit zur Pfalz reformiert, doch setzten die Franzosen auch hier wieder das katholische Bekenntnis durch.
Mörsch war wohl seit dem Hochmittelalter eine eigene Pfarrei. Deren Patronatsrechte kamen von den Ebersteinern 1567 an die Markgrafen von Baden. Neuburgweier gehörte wohl seit dem 15. Jahrhundert zur Pfarrei Mörsch. Im 17. Jahrhundert wurden die Pfarreien von Forchheim und Mörsch (mit Neuburgweier) vereinigt, jedoch 1907 wieder getrennt. Neuburgweier wurde erst 1962 als eine eigene Pfarrei von Mörsch abgetrennt.
Die heutige Pfarrkirche von Forchheim wurde 1857/58 durch Johann Ludwig Weinbrenner erbaut. Zur Kirchengemeinde Forchheim gehört auch die Waldkapelle „Maria Hilf“ (erbaut 1950/51) in Silberstreifen. Die Pfarrkirche St. Ulrich in Mörsch wurde 1846/47 als „altchristliche Basilika“ anstelle eines Vorgängerbaus erbaut. Die St. Ursula-Kapelle in Neuburgweier wurde erstmals 1495 erwähnt. 1776 wurde das Langhaus ersetzt und 1871 die Kapelle neugotisch erweitert und umgebaut. 1952 wurde die heutige katholische Kirche St. Ursula in Neuburgweier erbaut. Alle drei katholischen Pfarrgemeinden bilden seit dem 18. September 2005 die „Katholische Seelsorgeeinheit Rheinstetten“. Diese gehörte bis 2008 zum Dekanat Ettlingen. Seit der Dekanatsreform gehören sie jedoch zum Dekanat Karlsruhe des Erzbistums Freiburg.
Der als Widerstandskämpfer im KZ Dachau verstorbene Pfarrer Anton Fränznick wirkte in den 1920er und 30er Jahren in Mörsch.
Nach dem Zweiten Weltkrieg zogen auch Protestanten in die heutigen Stadtteile Rheinstettens. Sie wurden zunächst von der südlichen Nachbargemeinde Durmersheim aus betreut. Am 1. Januar 1972 wurde die Evangelische Kirchengemeinde Forchheim innerhalb des Kirchenbezirks Karlsruhe-Stadt der Evangelischen Landeskirche in Baden errichtet. Am 1. Januar 1975 wurde diese dem neu gegründeten Kirchenbezirk Alb-Pfinz zugeordnet und in Kirchengemeinde Rheinstetten umbenannt. 1979 wurde eine zweite Pfarrstelle für die Ortsteile Mörsch und Neuburgweier eingerichtet und 1984 eine eigene Pfarrgemeinde gegründet.
Das evangelische Gemeindezentrum Forchheim wurde 1972 erbaut, das Gemeindezentrum Mörsch folgte 1981. In Neuburgweier hatten die Protestanten bereits seit 1954 nach dem Neubau der katholischen St.-Ursula-Kirche die alte St.-Ursula-Kapelle erhalten.

## Politik

### Gemeinderat
Der Gemeinderat hat 22 ehrenamtliche Mitglieder, die für fünf Jahre gewählt werden. Die Gemeinderäte führen die Bezeichnung Stadtrat. Hinzu kommt der Oberbürgermeister als stimmberechtigter Gemeinderatsvorsitzender.
Die Kommunalwahl 2024 führte zu folgendem Ergebnis (in Klammern: Unterschied zu 2019):
| Gemeinderat 2024               | Gemeinderat 2024 | Gemeinderat 2024 | Gemeinderat 2024 | Gemeinderat 2024 |
| Partei / Liste                 | Stimmenanteil    | Sitze            |                  |                  |
| ------------------------------ | ---------------- | ---------------- | ---------------- | ---------------- |
| CDU                            | 37,8 % (+4,6)    | 9 (+2)           |                  |                  |
| SPD                            | 19,0 % (−5,6)    | 4 (−1)           |                  |                  |
| Unabhängige Liste (ULR)        | 16,2 % (+2,7)    | 4 (+1)           |                  |                  |
| Grüne                          | 14,4 % (−6,5)    | 3 (−2)           |                  |                  |
| Junge Liste (JL)               | 6,4 % (+6,4)     | 1 (+1)           |                  |                  |
| Bürger für Rheinstetten (BfR)  | 4,2 % (+1,0)     | 1 (±0)           |                  |                  |
| FDP                            | 2,0 % (−2,5)     | 0 (−1)           |                  |                  |
| Wahlbeteiligung: 61,8 % (+2,5) |                  |                  |                  |                  |

### Jugendgemeinderat
Der Jugendgemeinderat der Stadt Rheinstetten hat neun Mitglieder zwischen 14 und 18 Jahren, die ohne Parteizugehörigkeit ihr Amt ausüben.

### Stadtoberhäupter
An der Spitze der Stadt steht der Oberbürgermeister (bis 2004 Bürgermeister), der von der Bevölkerung auf 8 Jahre direkt gewählt wird. Sein ständiger Vertreter ist der „Erste Beigeordnete“ mit der Amtsbezeichnung „Bürgermeister“.
Bürgermeister bzw. (ab 2005) Oberbürgermeister
- 1975–1987 Josef Winter (CDU)
- 1987–2000: Kurt Roth (SPD)
- 2000–2008: Gerhard Dietz (SPD)
- 2008 – : Sebastian Schrempp (CDU)

### Wappen
Das Wappen der Stadt Rheinstetten zeigt in Blau ein durchgehendes, geschliffenes silbernes Kreuz, der obere Balken überdeckt von einer goldenen Krone mit roten und grünen Juwelen. Die Stadtflagge ist gelb-blau.
Das Wappen wurde der Gemeinde Rheinstetten am 11. Juli 1975 vom Innenministerium Baden-Württemberg verliehen. Es zeigt das Kreuz als Symbol des Bistums Speyer, zu dem das Gebiet bis Anfang des 19. Jahrhunderts kirchlich gehörte und das auch in den bisherigen Wappen von Forchheim und Mörsch abgebildet war. Die Krone ist dem alten Wappen von Neuburgweier entnommen und symbolisiert die Hl. Ursula, die Schutzpatronin der dortigen Pfarrkirche.

### Städtepartnerschaften
Rheinstetten unterhält mit folgenden Städten eine Städtepartnerschaft:
- Palca in Peru (seit 1997)
- Vecsés in Ungarn (seit 1993)
- Navarrenx in Frankreich (seit 1995)

## Wirtschaft und Infrastruktur

### Verkehr

#### Fernstraßen
Rheinstetten ist über die Anschlussstelle Karlsruhe-Süd an der Bundesautobahn 5 zu erreichen. Ferner führt die Bundesstraße 36 durch das Stadtgebiet.

#### Bahn- und Busverkehr
Den ÖPNV bedienen drei Linien der Stadtbahn Karlsruhe und zwei Buslinien. Durch die Stadtteile Mörsch und Forchheim fährt die Stadtbahnlinie S2 (Rheinstetten–Karlsruhe–Spöck). Durch den Ortsteil Silberstreifen verläuft die Rheinbahn mit dem Bahnhof Forchheim (b Karlsruhe), an dem die Stadtbahnlinien S7 (Karlsruhe Tullastraße–Achern) und S8 (Karlsruhe Tullastraße–Bondorf) halten. Die Buslinien 106 (Neuburgweier–Mörsch–Ettlingen) und 222 ((Karlsruhe–)Mörsch–Durmersheim–Rastatt) sind an der Haltestelle Mörsch Rösselsbrünnle mit der S2 verknüpft. Rheinstetten liegt im Karlsruher Verkehrsverbund.

#### Radverkehr
Durch eine Alltagsroute aus dem Radnetz Baden-Württemberg sind Forchheim und Mörsch mit Karlsruhe und über Durmersheim, Bietigheim und Ötigheim mit Rastatt verbunden.
Durch Neuburgweier, Mörsch und Forchheim verläuft die rechtsrheinische Variante des Rheinradwegs, der von der Quelle des Rheins am Oberalppass im Schweizer Kanton Graubünden bis zur Mündung bei Rotterdam führt. Er verläuft über Au am Rhein nach Rheinstetten und weiter nach Karlsruhe. Der Radfernweg ist Bestandteil der Eurovelo-Route 15 (Rheinradweg) und der D-Route 8 (Rhein-Route).

#### Fähre
Seit 2004 verkehrt die Autofähre Baden-Pfalz über den Rhein von Neuburgweier nach Neuburg am Rhein.

### Messegelände
Die Stadt hat schon seit je enge Verbindungen mit Karlsruhe, deshalb wurde auf der Gemarkung Forchheim 2003 die Neue Messe Karlsruhe gebaut. Für dieses Messezentrum des Verbands Region Karlsruhe musste ein Teil des bislang dort betriebenen Flugplatzes weichen. Betrieben wird die Messe Karlsruhe von der Karlsruher Messe- und Kongress GmbH (KMK), die auch das Kongresszentrum in der Karlsruher Innenstadt und die Europahalle unterhält.
Hier finden in vier Hallen und auf 52.000 m² Fläche Fachkongresse und Messen wie die Kunstmesse art Karlsruhe oder die Regionalmesse offerta statt.

### Medien
Über das lokale Geschehen in Rheinstetten berichten als Tageszeitung die Badischen Neuesten Nachrichten. Die Stadt gibt wöchentlich donnerstags ein Amtsblatt mit dem Titel „Rheinstetten aktuell“ heraus.

### Behörden und Institutionen
Im Stadtteil Forchheim befindet sich die „Landesanstalt für Pflanzenbau“ Baden-Württemberg. Sie geht zurück auf das 1927 gegründete Tabakforschungsinstitut, aus dem 1936 die „Reichsanstalt für Tabakforschung“ und 1953 eine „Bundesanstalt“ wurde. Seit 1985 befindet sie sich in Trägerschaft des Landes. Sie widmet sich dem Tabakanbau und der Tabakzüchtung, aber auch dem allgemeinen Pflanzenbau. 2006 ging sie als Außenstelle Rheinstetten über in das Landwirtschaftliche Technologiezentrum Augustenberg (LTZ).

### Bildungseinrichtungen

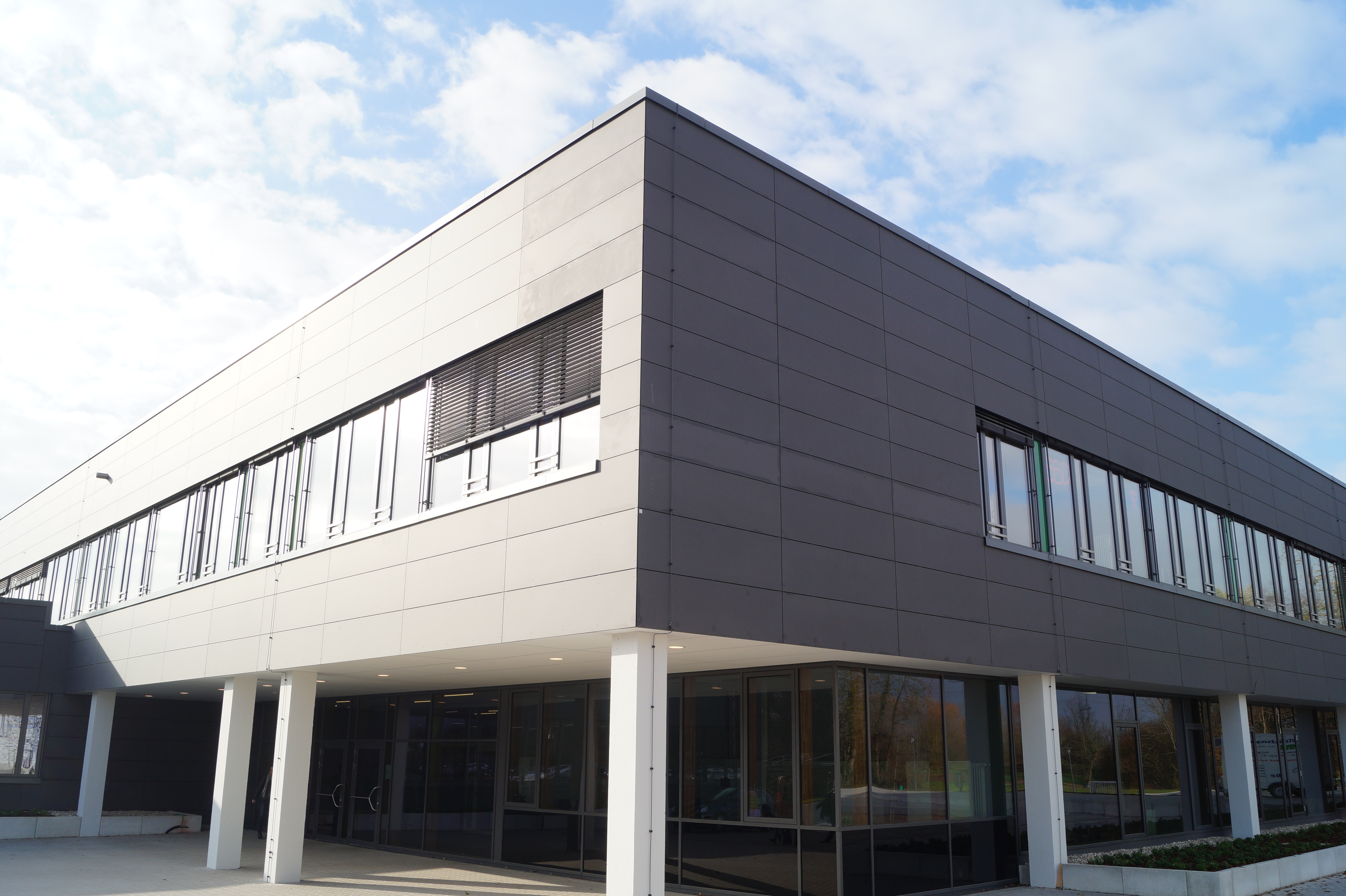
Schulzentrum Rheinstetten

Rheinstetten hat ein Gymnasium (Walahfrid-Strabo-Gymnasium, Stadtteil Mörsch), eine Realschule (Realschule Rheinstetten, Stadtteil Mörsch), die Schwarzwald-Grund- und Werkrealschule (Forchheim), weitere Grundschulen (Pestalozzi-Grundschule, Albert-Schweitzer-Schule mit Schülerhort Mörsch und Rheinwaldschule Neuburgweier) und eine Förderschule (Hebelschule Mörsch).
Die Volkshochschule in Rheinstetten ist eine öffentliche Einrichtung der Weiterbildung. Sie steht als Außenstelle unter der Rechtsträgerschaft des gemeinnützigen Vereins Volkshochschule im Landkreis Karlsruhe. Nach ihrem satzungsgemäßen Auftrag widmet sie sich neben der Erwachsenenbildung auch den Aufgaben der Jugendbildung.

### Sportvereine
In Rheinstetten sind folgende Sportvereine ansässig:
- 1. Sportverein Mörsch e. V.
- Budo-Club Karlsruhe e. V.
- Freie Turnerschaft Forchheim 1900 e. V.
- FV Sportfreunde Forchheim 1911 e. V.
- Golfclub Am Messering e. V.
- Luftsportgemeinschaft Rheinstetten e. V.
- Motorsportclub Taifun Mörsch e. V.
- Rad- und Kraftfahrerverein „Solidarität“ e. V.
- Reit- und Fahrverein Rheinstetten e. V.
- RSV Concordia e. V.
- Schützenclub 1962 Mörsch e. V.
- Schwimmverein Delphin 1968 e. V.
- Segelverein Neuburgweier e. V.
- Ski- und Freizeitclub Rheinstetten e. V.
- Surfverein Rheinstetten e. V.
- Tanzsportclub Rheinstetten e. V.
- Tennisclub Neuburgweier e. V.
- Tischtennisclub 1950 Forchheim e. V.
- Tischtennisfreunde 03 Rheinstetten e. V.
- Turnverein Mörsch 1900 e. V.
- Wadenbeißer Rheinstetten

### Kulturvereine
- Gesangverein Freiheit Forchheim 1907
- Gesangverein Liederkranz 1883 Forchheim
- Kunstverein Rheinstetten e. V.
- Männergesangverein Eintracht Mörsch
- Musikverein 1892 Mörsch
- Palca-Kreis Rheinstetten

## Kultur und Sehenswürdigkeiten

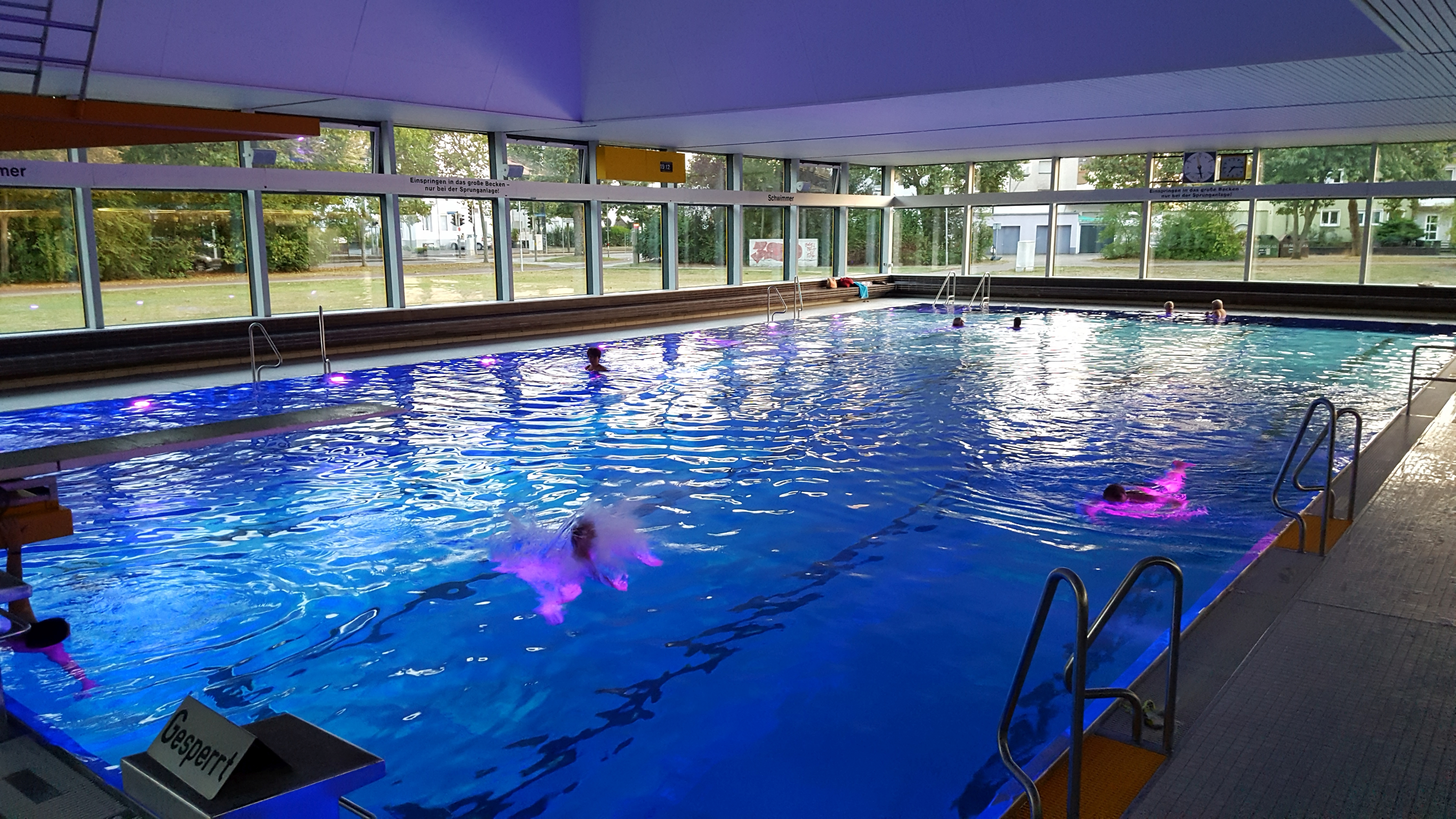
Hallenbad Rheinstetten

### Museen

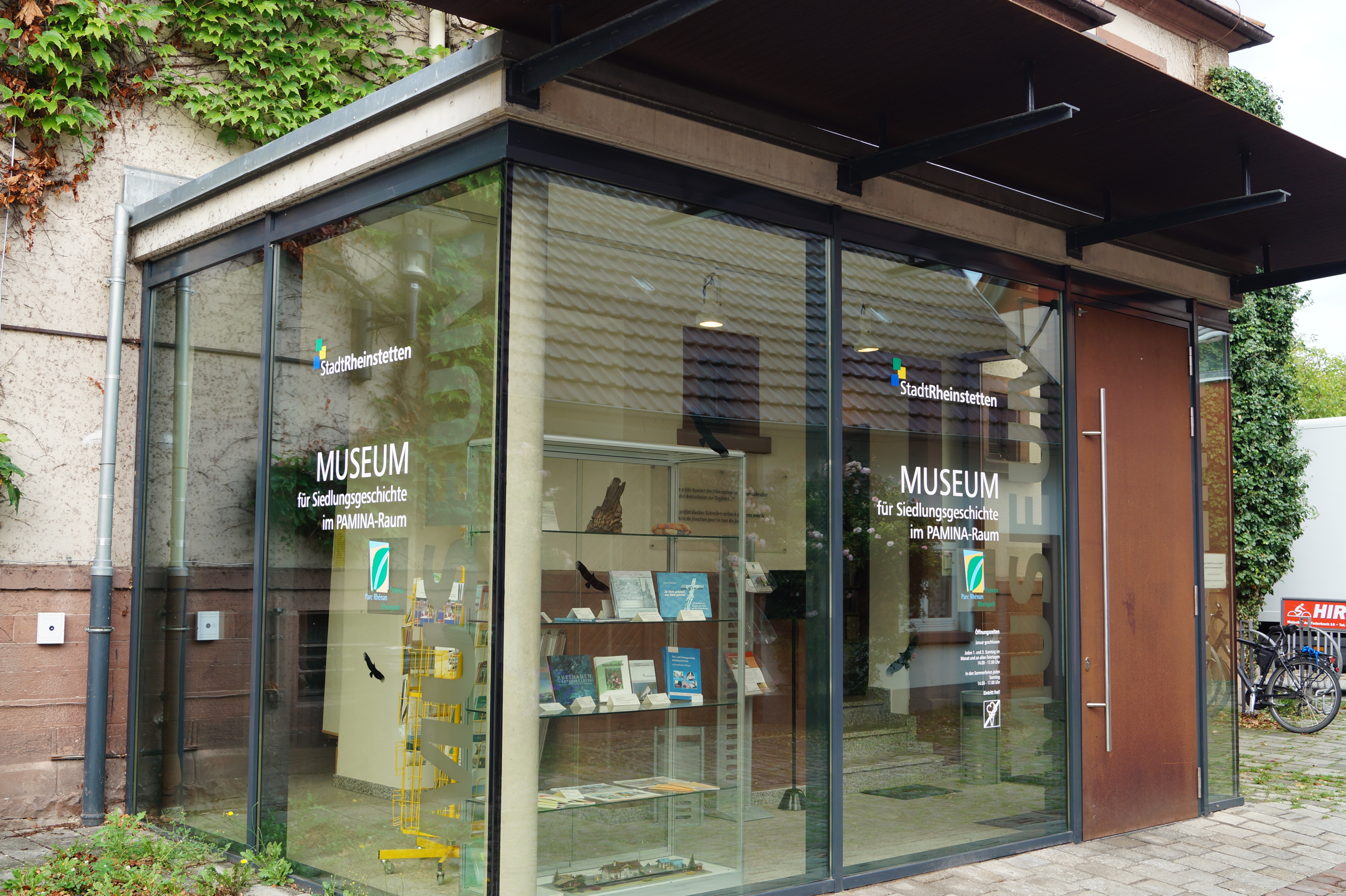
Museum für Siedlungsgeschichte

Die Traditionen der drei Stadtteile Rheinstettens können im Museum für Siedlungsgeschichte im Pamina-Raum besichtigt werden. Neben regelmäßigen Öffnungszeiten werden Sonderveranstaltungen wie Führungen, Mitmachangebote und Ausstellungen organisiert. Alles ist zweisprachig auf Deutsch und Französisch erklärt, durch Exponate ergänzt und mit interaktiven Elementen versehen.

### Bauwerke
Die älteste Kirche im Stadtgebiet ist die alte St.-Ursula-Kapelle in Neuburgweier. Sie ist heute eine evangelische Kirche. Weitere Kirchen im Stadtgebiet siehe Abschnitt Religionen.
Das Rathaus in Mörsch wurde 1951 erbaut.
Zwischen Mörsch und Neuburgweier verlaufen die 220-Kilovolt-Leitung Karlsruhe-Baden-Baden und die 220-Kilovolt-Leitung Karlsruhe-Durmersheim.

## Persönlichkeiten

### Ehrenbürger
Die Gemeinde bzw. Stadt Rheinstetten hat folgenden Personen das Ehrenbürgerrecht verliehen:
- 1992, 24. März: Josef Winter, Bürgermeister von Mörsch und Rheinstetten 1965–1987
- 1996, 29. März: Emil Wachter (* 29. April 1921; † 12. Januar 2012), Künstler
- 1996, 15. Mai: Ernst Heil, (* 15. Mai 1921; † 22. Juni 1996), letzter Bürgermeister von Forchheim
- 2005, 27. September: Kurt Roth, Bürgermeister a. D.

### Söhne und Töchter der Stadt
- Stefan Gerstner, * 1885 in Mörsch; † 1971 in Mörsch, Maler
- Emil Wachter, * 1921 in Neuburgweier; † 2012 in Karlsruhe, bildender Künstler
- Alfons Otto Schorb, * 1921 in Forchheim; † 1983, Bildungsforscher und Medienpädagoge
- Adolf Bieringer, * 1928 in Mörsch; † 1988 in Bruchsal, Jurist und Politiker (CDU), Bundestagsabgeordneter, von 1964 bis 1985 Oberbürgermeister der Stadt Bruchsal
- Hans Clauser * 1931 in Mörsch; † 2009 in Ettlingen, Gewerkschafter
- Frank Oberle, * 1932 in Forchheim; † 2024 in Squamish, British Columbia, kanadischer Politiker
- Erwin Reichert, * 1948 in Neuburgweier; † 2013 in Freudenstadt, Politiker (SPD), Oberbürgermeister der Stadt Freudenstadt
- Bruno Rimmelspacher, * 1938 in Forchheim, Richter a. D., ehem. Prorektor der Universität Bielefeld, Prof. für Zivilprozessrecht und Bürgerliches Recht in München
- Hugo Rimmelspacher, * 1906 in Forchheim; † 1986 in Ettlingen, Maschinenbauingenieur und Politiker (SPD), von 1948 bis 1974 (Ober-)Bürgermeister der Stadt Ettlingen, Landtags- und Bundestagsabgeordneter

### Personen, die vor Ort gewirkt haben
- Anton Fränznick, * 9. August 1889 in Eppingen-Rohrbach; † 27. Januar 1944 im KZ Dachau, war 1925 katholischer Priester von Mörsch und wirkte dort bis in die 1930er Jahre.